# Renault Kerax
Renault Kerax — серія вантажівок призначених для важких умов експлуатації, що випускаються компанією Renault Trucks з 1997 року.

## Опис моделі

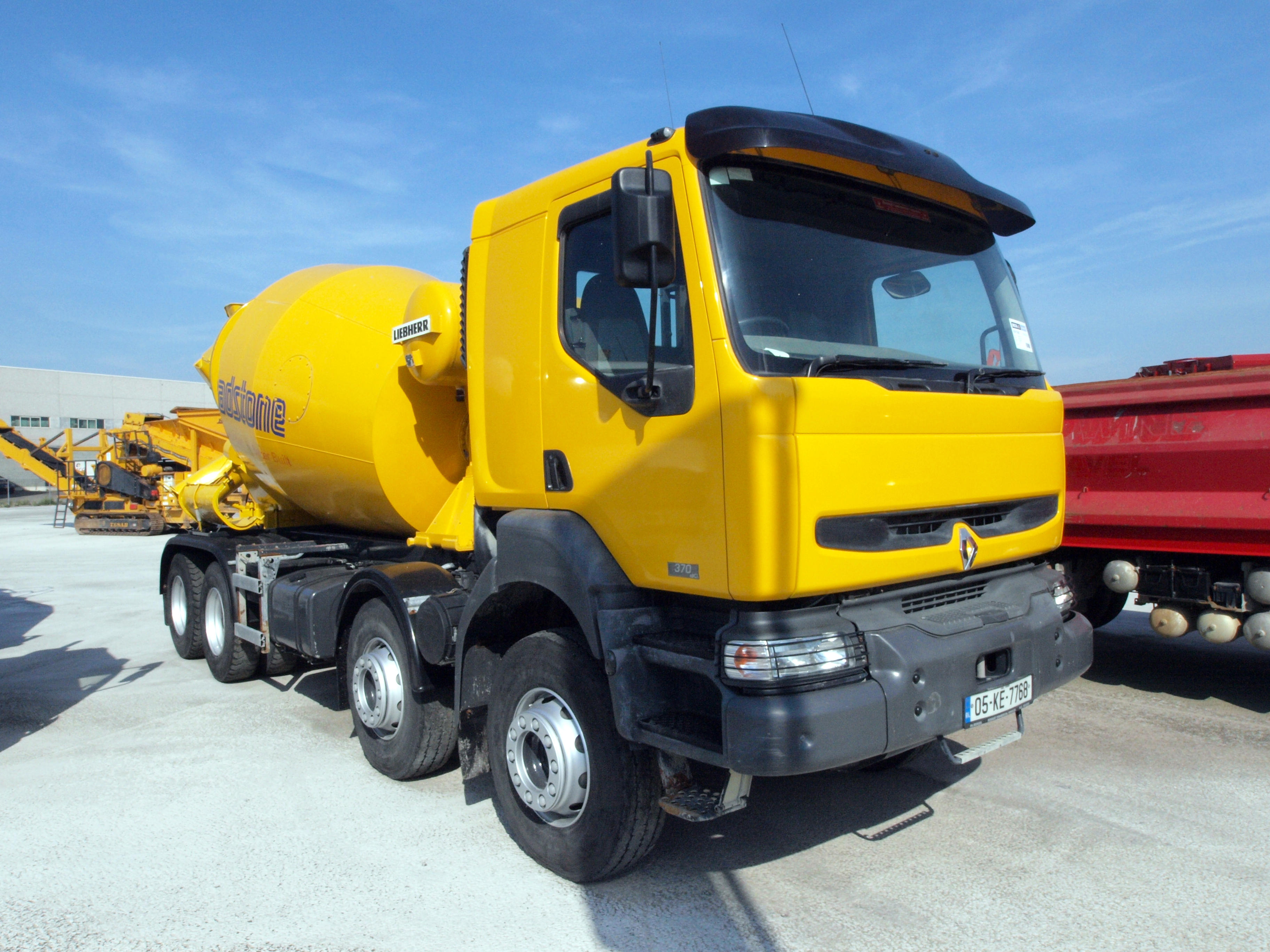
Renault Kerax 370 8х4 (1997-2006)

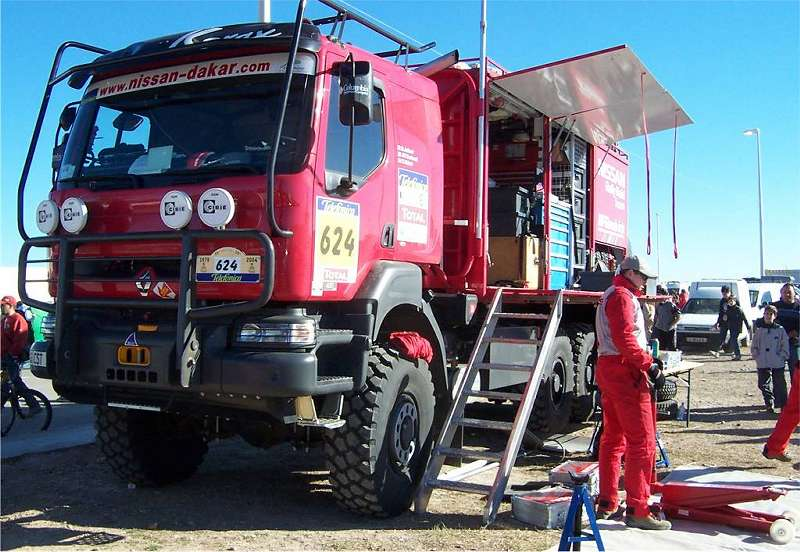
Renault Kerax для Ралі Дакар

Шасі й самоскиди Kerax, призначені для важких умов експлуатації, випускаються повною масою 18-32 т з колісною формулою 4х2, 4х4, 6х4, 6х6 і 8х4. Сімейство що існує з 1997 року, у 2006 році кардинально оновилося. Варіанти короткої і довгої кабін використовуються від сімейства Midlum останнього покоління.
Посилена параболічна підвіска передньої осі несе навантаження 9 т (для машини 8х4 - 9 + 9 т). Передня буксирувальна скоба витримує навантаження до 25 т і складається з трьох частин. Сталевий бампер має товщину листа 2,5 мм, захист картера - 4 мм. Дорожній просвіт під передньою віссю дорівнює 385 мм. Повнопривідні моделі з блокуванням міжосьового і міжколісних диференціалів являють собою повноцінні всешляховики, використовувані для роботи в екстремальних умовах, наприклад, у кар'єрних розрізах, а також як армійські вантажівки. Спеціально підготовлені версії Kerax з успіхом беруть участь в ралі-рейдах.
12 січня 2016 року Кременчугський Автозавод повідомив про початок випуску автомобіля КрАЗ-7133С4 8х4 у версії самосвал, який зовні подібний на Renault Kerax 370. Єдиною зовнішньою відмінністю машини від оригіналу є решітка радіатора і логотип КрАЗ замість символу Рено.

### Двигуни
- MIDR 06.20.45 9,8 л 256, 298, 338, 339 к.с. (1997-2001)
- MIDR 06.23.56 11,1 л 381, 392 к.с. (1997-2001)
- DCI11 11,1 л 265, 313, 347, 362, 412 к.с. (2001-2005)
- DXI11 10,8 л 370, 410, 450 к.с. (2005-2013)
- DXI13 12,8 л 461, 500 к.с. (2006-2013)[4]